# Wilster
Wilster là một thị xã ở huyện Steinburg trong bang Schleswig-Holstein, Đức. Đô thị này có diện tích kilômét vuông, dân số thời điểm 31 tháng 12 năm 2005 là 4444 người.
Wilster được nâng thành thị trấn theo luật Lübeck năm 1282, và do đó là một trong những đô thị cổ nhất Schleswig-Holstein. Wilster là trung tâm của Wilstermarsch, một khu vực nuôi gia súc lớn ở Đức.
Tòa thị chính cổ được xây năm 1585 là một trong những tòa nhà thời Phục Hưng đẹp nhất còn bảo tồn được ở Schleswig-Holstein.
Ngoài ra, Nhà thờ St. Bartholomew theo phong cách hậu Baroque được xây bởi Ernst Georg Sonnin giai đoạn 1775 và 1781, cũng như tòa nhà thị chính mới (Doos'sche Palais) được xây năm 1786 cũng là những công trình xây dựng nổi bật ở Wilster.

## Hình ảnh
|  |  |